# Raymond de Waha
Pour les articles homonymes, voir Waha (homonymie).
Raymond de Waha, né le 16 mai 1877 à Luxembourg (Grand-Duché de Luxembourg) et mort le 10 août 1942, est un diplomate et homme politique luxembourgeois, membre du Parti de la droite (RP).

## Biographie
Le 5 janvier 1920, Le baron Raymond de Waha est nommé directeur général — soit l'équivalent de ministre de nos jours — de l'Agriculture et de la Prévoyance sociale dans le gouvernement dirigé par Émile Reuter. Puis, à partir du 15 avril 1921, le portefeuille de l'Industrie lui est attribué en remplacement d'Auguste Collart. Il démissionne de ses fonctions le 23 avril 1924.

## Publications
- De la théorie quantitative à la théorie psychologique de la monnaie, Verlag nicht ermittelbar, 1933, 44 p. (OCLC 637911729, lire en ligne).